# U.S. Route 30
Pour les articles homonymes, voir Route 30.
La U.S. Route 30 (US 30) est une route majeure ouest–est dans le réseau des US Routes. Elle traverse le pays d'ouest en est en parcourant 3 073 miles (4 946 km) faisant de la route la troisième plus longue après la US 20 et la US 6. Le terminus ouest de la route est à l'intersection avec la US 101 à Astoria, Oregon alors que le terminus est est à l'intersection avec Virginia Avenue, Absecon Boulevard et Adriatic Avenue à Atlantic City, New Jersey. Le "0" en dernière position du numéro indique que la route est transcontinentale. Bien qu'elle suive ou forme un multiplex avec plusieurs autoroutes Interstate, elle n'a pas été déclassée comme d'autres routes longue-distance telles la US 66. Il s'agit également de la seule US Route à avoir toujours été d'un océan à l'autre depuis 1926 dans tout le réseau.
La US 20 et la US 30 enfreignent les règles habituelles quant à la numérotation des routes en Oregon. La US 20 débute au sud de la US 30 à Newport et parcourt le milieu de l'état alors que la US 30 lui est parallèle, mais au nord de l'état, près du fleuve Columbia et de l'I-84. Les deux routes forment un multiplex et se repositionnent correctement près de Caldwell, Idaho. Cela est dû au fait qu'à l'origine, la US 20 ne devait pas se rendre à l'Océan Pacifique alors que la US 30 oui.
La US 30 emprunte presque la totalité de la route historique Lincoln Highway, la première route transcontinentale du pays (entre New York et San Francisco). À plusieurs endroits, la route est toujours référée comme la Lincoln Highway.

## Description du tracé
|       | mi       | km       |
| ----- | -------- | -------- |
| OR    | 477,47   | 768,41   |
| ID    | 415,55   | 668,77   |
| WY    | 454,37   | 731,24   |
| NE    | 451,54   | 727,01   |
| IA    | 330,43   | 531,77   |
| IL    | 151,32   | 243,53   |
| IN    | 151,80   | 244,30   |
| OH    | 245,39   | 394,92   |
| WV    | 3,40     | 5,50     |
| PA    | 333,00   | 536,00   |
| NJ    | 58,26    | 93,76    |
| Total | 3 072,53 | 4 945,21 |

### Oregon

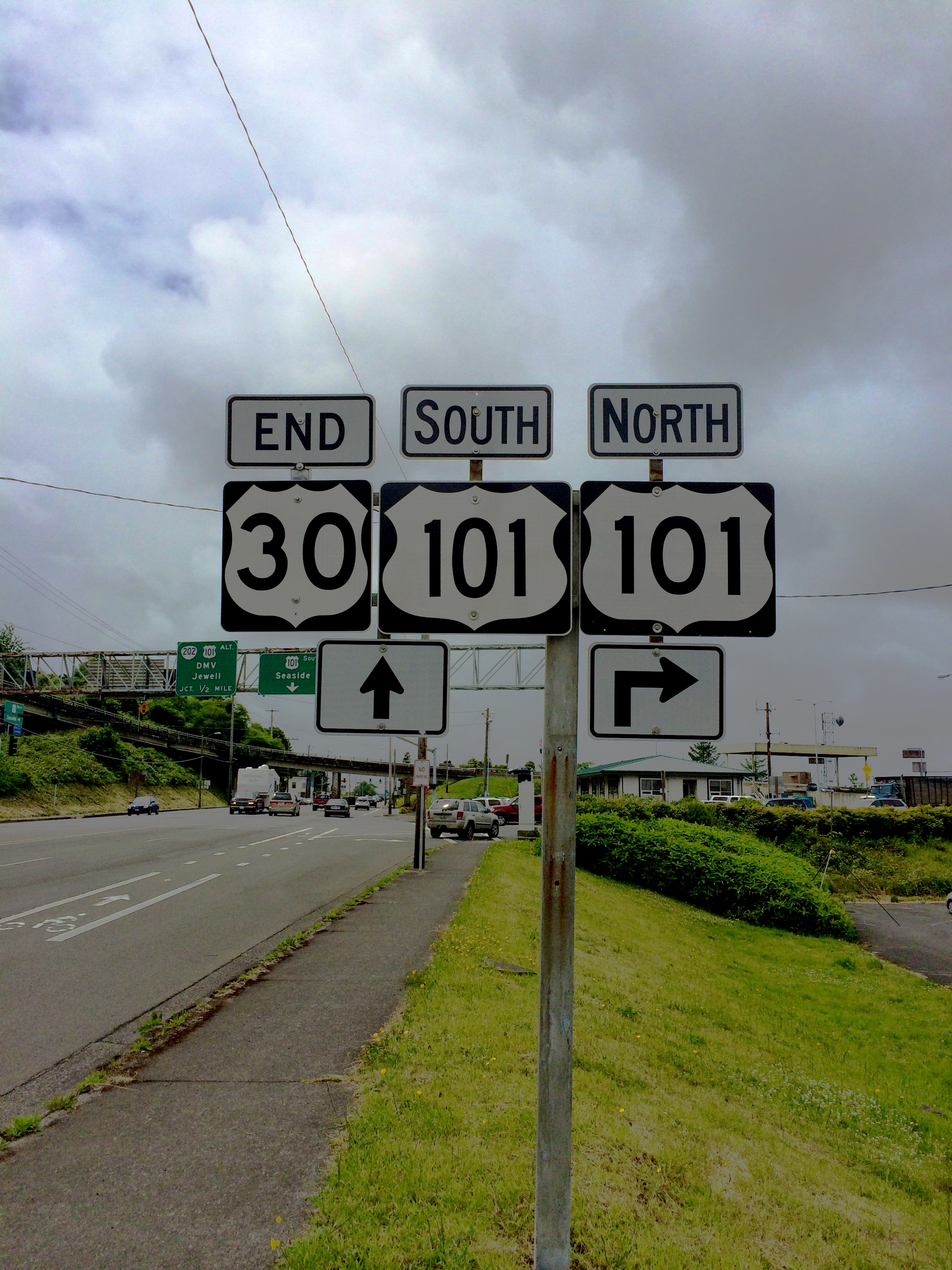
Terminus ouest de la US 30 à Astoria, Oregon

Le terminus ouest de la US 30 est à une intersection avec la US 101 au sud du Pont Astoria–Megler au centre-ville d'Astoria, Oregon, environ 5 miles (8,0 km) de l'Océan Pacifique. Elle se dirige vers l'est en direction de Portland, où elle emprunte un segment autoroutier de ce qui aurait dû être l'I-505. Depuis là, elle passe au nord du centre-ville en multiplex avec l'I-405 et l'I-5 pour atteindre l'I-84. La plupart du tracé restant en Oregon est en multiplex avec l'I-84, la US 30 n'ayant que 70 miles (110 km), soit environ 1/5 de son trajet qui n'est pas en multiplex en Oregon. Elle est parallèle au fleuve Columbia sur une longue partie, puis traverse une étendue semi-désertique.

### Idaho
En entrant en Idaho, la US 30 emprunte son ancien tracé sur des rues de surface à Fruitland et New Plymouth avant de rejoindre l'I-84. Elle la quitte à Bliss et traverse la Snake River, la longeant sur son côté sud à Twin Falls et Burley avant de la traverser à nouveau et de rejoindre l'I‑84. À l'échangeur avec l'I‑86, la US 30 continue vers l'est avec cette dernière jusqu'à Pocatello, endroit où l'I-86 prend fin. La US 30 coupe vers le sud-est dans le centre-ville de Pocatello jusqu'à l'I-15, où elle se dirige vers le sud en direction de McCammon. Elle quitte l'I-15 et se dirige vers l'est et le sud-est en direction du Wyoming sans être parallèle à aucune autoroute, une première depuis Portland.

### Wyoming
Au Wyoming, la US 30 se dirige vers le sud-est et traverse Kemmerer et Granger, où elle rejoint l'I-80 à travers le sud de l'état. C'est aussi à cet endroit qu'elle rejoint la route historique Lincoln Highway. Comme pour les deux états précédents, la US 30 demeure en multiplex avec l'autoroute sur une bonne partie de son trajet, la quittant uniquement aux endroits suivants en empruntant son ancien tracé:
- 97 miles (156 km) entre Walcott et Laramie
- 12 miles (19 km) à Cheyenne
- 2 miles (3,2 km) à Pine Bluffs et jusqu'à la frontière avec le Nebraska

### Nebraska
Contrairement aux trois autres états précédents, la US 30 au Nebraska demeure complètement séparée des autoroutes qu'elle suit (l'I-80 dans ce cas). Entre la frontière et Grand Island, la US 30 est très près de l'I‑80. À l'est de Grand Island, elle s'en éloigne et suit un tracé vers le nord-est en direction de Columbus sur une route parallèle à la Platte River. À Columbus, elle bifurque vers l'est et passe par Schuyler et Fremont pour ensuite traverser la rivière Missouri et entrer en Iowa à l'est de Blair.

### Iowa
La US 30 entre en Iowa environ 20 miles (32 km) au nord de l'I-80. Entre la vallée du Missouri et Denison, la US 30 se dirige vers le nord-est. Elle contourne plusieurs villes sur son passage, dont Ames, Marshalltown, Tama, Cedar Rapids, Mount Vernon et DeWitt. Elle traverse le fleuve Mississippi et entre en Illinois sur le Gateway Bridge à Clinton.
La U.S. Route 30S et la U.S. Route 30A sont deux anciennes routes alternatives à la US 30 en Iowa. Elles suivaient l'alignement original de la US 30 dans l'état. Elles débutaient au Nebraska, entraient en Iowa à Council Bluffs et se prolongeaient vers le nord jusqu'à la vallée du Missouri via Crescent pour rencontrer la route actuelle.

### Illinois
La US 30 se dirige vers l'est en Illinois jusqu'à Rock Falls, où elle est parallèle à l'I-88. À Aurora, elle bifurque au sud-est vers Joliet, où elle constitue l'artère principale dans la ville (Plainfield Road). Elle retourne vers l'est et passe par New Lenox, Frankfort, Mokena, Matteson, Olympia Fields, Park Forest, Chicago Heights, Ford Heights et Lynwood jusqu'à la frontière avec l'Indiana. Elle contourne Chicago par le sud. La US 30 originale de 1926 passait directement dans le centre-ville de Chicago.

### Indiana
La US 30 en Indiana est une route rurale à chaussées divisées majeure. Elle n'est pas une autoroute, sauf à Fort Wayne, où elle parcourt le nord de la ville en multiplex avec l'I-69 et l'I-469. Entre l'I-65 à Merrillville et l'I‑69 à Fort Wayne, il y a au-dessus de 40 feux de circulation sur cette route dite rapide. C'est surtout flagrant près de Warsaw et de Columbia City, où la route traverse des segments commerciaux. Les autres feux sont surtout concentrés entre Hobart et Valparaiso, deux villes séparées par environ 20 miles (32 km). Elle demeure malgré tout une voie rapide à quatre voies divisées sur tout son tracé en Indiana, évitant la plupart des petites villes sur son trajet. Elle traverse la frontière avec l'Ohio au nord-est de Monroeville.

### Ohio
La US 30 continue son trajet en Ohio où elle est une route à quatre voies divisées jusqu'à Canton. Sur son trajet, elle passe par Van Wert, Delphos, Beaverdam, Upper Sandusky, Mansfield, Wooster, Massillon et Canton. À l'est de Canton, la route est une route rurale à deux voies. Elle passe par Robertsville, Minerva, Hanoverton et Lisbon, avant de redevenir une route à quatre voies séparées jusqu'à East Liverpool. Elle y traverse la rivière Ohio et entre en Virginie-Occidentale.

### Virginie-Occidentale
La US 30 ne parcourt qu'environ quatre miles (6,4 km) en Virginie-Occidentale. Elle traverse la rivière Ohio et ne croise qu'une ville, Chester, sur son passage dans l'état. Elle traverse le point le plus au nord du Northern Panhandle sur une route à deux voies.

### Pennsylvanie

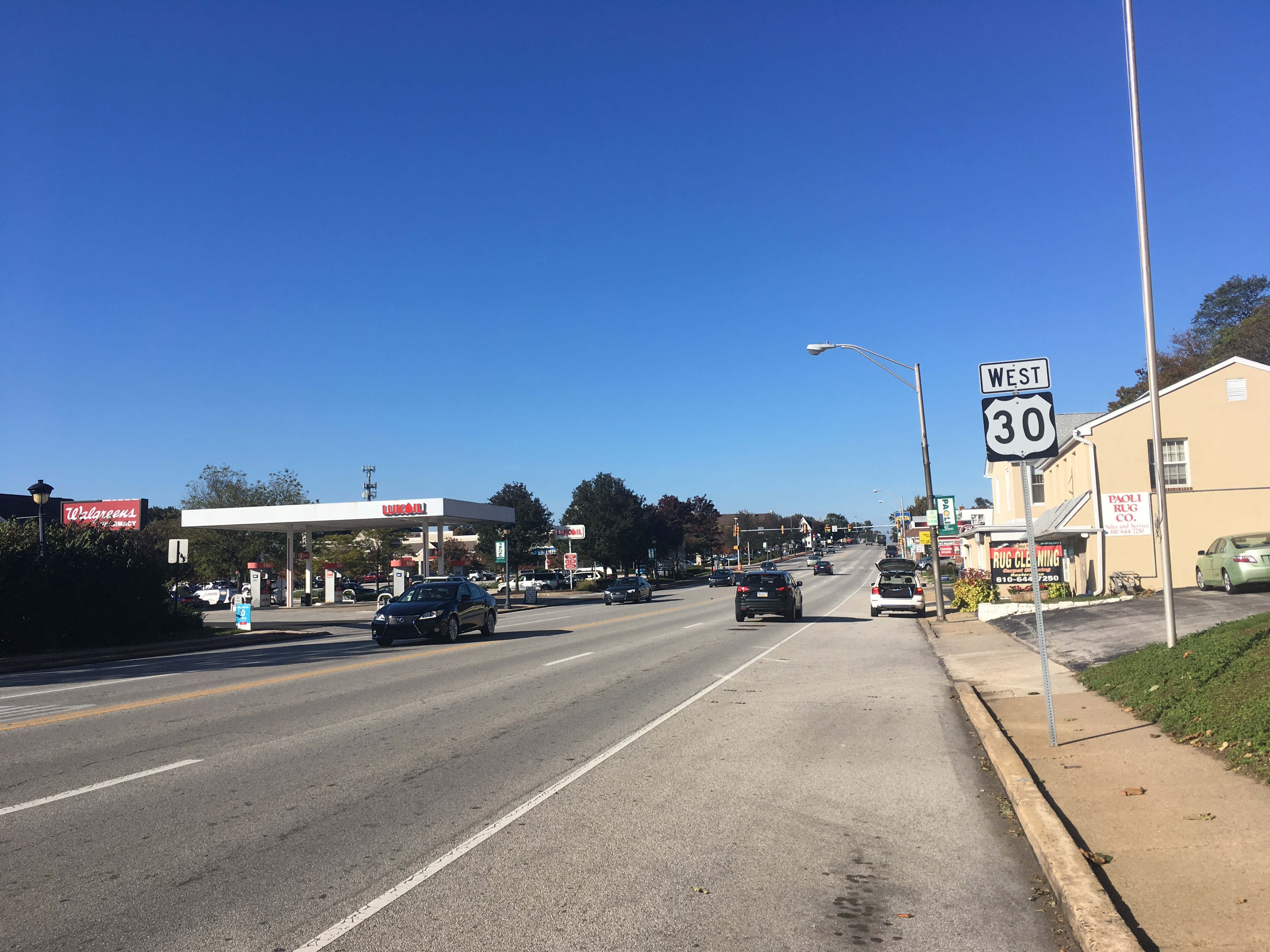
US 30 ouest à Paoli, Pennsylvanie

En entrant en Pennsylvanie, la US 30 se dirige vers le sud-est et rejoint la US 22 à l'ouest de Pittsburgh. La route se dirige alors au centre-ville de Pittsburgh sur l'I-376. Elle la quitte à Wilkinsburg. À partir de là, elle est parallèle à l'I-76 (Pennsylvania Turnpike) jusqu'à la région de Philadelphie, bien qu'en plusieurs endroits, particulièrement entre York et Lancaster, de même qu'en contournant Coatesville, Downingtown et Exton, elle soit assez loin du Pennsylvania Turnpike pour nécessiter sa propre autoroute. À Breezewood, la US 30 constitue le lien entre les deux segments de l'I-70, qui sont discontinués. Pour les automobilistes arrivant de l'ouest et de l'est sur l'I-70, il est nécessaire de quitter l'autoroute, d'emprunter un court segment de la US 30 et de réintégrer l'autoroute. 
Alors qu'elle s'approche de Philadelphie, la US 30 constitue la route principale de la Philadelphia Main Line, une voie ferrée reliant les banlieues de l'ouest à la ville. Elle est souvent appelée Lancaster Avenue et Lancaster Pike sur ce segment. La US 30 rejoint brièvement l'I‑76 près de Center City Philadelphia, s'en séparant pour aller avec l'I-676 et traverser le fleuve Delaware sur le Pont Benjamin-Franklin.

### New Jersey
La US 30 se sépare de l'I-676 tout juste à l'est du poste de péage du Pont Benjamin-Franklin à Camden. Elle se dirige vers le sud-est en direction d'Atlantic City, généralement parallèle à la Atlantic City Expressway, passant par les New Jersey Pine Barrens. Sur la majeure partie de son tracé au New Jersey, elle est nomme la White Horse Pike. Elle prend fin à Atlantic City à l'intersection entre Absecon Boulevard, Virginia Avenue et Adriatic Avenue, à environ un demi-mile (0,80 km) de l'Océan Atlantique.

## Intersections majeures
Oregon
 US 101 à Astoria
 I-405 à Portland. Les routes forment un multiplex dans la ville.
 I-5 à Portland. Les routes forment un multiplex dans la ville.
 I-84 à Portland. Les routes forment un multiplex jusqu'à Hood River.
 I-205 à Portland
 I-205 à Portland
 I-84 à Hood River. Les routes forment un multiplex jusqu'à Mosier.
 US 197 à The Dalles. Les routes forment un multiplex dans la ville.
 I-84 à The Dalles. Les routes forment un multiplex jusqu'à Pendleton.
 US 97 à Biggs Junction
 US 730 à l'est de Boardman
 I-82 au sud-ouest de Hermiston
 US 395 à Stanfield. Les routes forment un multiplex jusqu'à Pendleton.
 I-84 à Gopher Flats. Les routes forment un multiplex jusqu'à La Grande.
 I-84 au sud-est de La Grande. Les routes forment un multiplex jusqu'à North Powder.
 I-84 à Baker City. Les routes forment un multiplex jusqu'au sud de Fruitland, Idaho.
Idaho
 US 95 au sud de Fruitland. Les routes forment un multiplex jusqu'à Palisades Corner.
 I-84 au sud de New Plymouth. Les routes forment un multiplex jusqu'au nord-ouest de Bliss.
 US 20 / US 26 au nord de Caldwell. Les routes forment un multiplex jusqu'à Caldwell.
 I-184 à Boise.
 US 20 / US 26 à Boise. La US 20 / US 30 forment un multiplex jusqu'à Mountain Home. La US 26 / US 30 forment un multiplex jusqu'au nord-ouest de Bliss.
 US 93 à l'est de Filer
 I-84 à Heyburn. Les routes forment un multiplex jusqu'au nord-est de Declo.
 I-86 au nord-est de Declo. Les routes forment un multiplex jusqu'à l'ouest de Chubbuck.
 US 91 à Pocatello. Les routes forment un multiplex jusqu'au nord-ouest de McCammon.
 I-15 à Pocatello. Les routes forment un multiplex jusqu'au nord-ouest de McCammon.
 US 89 à Montpelier. Les routes forment un multiplex dans la ville.
Wyoming
 US 189 à Kemmerer
 I-80 à Little America. Les routes forment un multiplex jusqu'au sud-est de Walcott.
 US 191 à Purple Sage. Les routes forment un multiplex jusqu'à Rock Springs.
 US 287 à l'est de Rawlins. Les routes forment un multiplex jusqu'à Laramie.
 I-80 au sud-est de Laramie. Les routes forment un multiplex jusqu'au sud-ouest de Cheyenne.
 I-25 / US 87 à Cheyenne
 I-180 / US 85 à Cheyenne
 I-80 au nord-est de Cheyenne. Les routes forment un multiplex jusqu'à Pine Bluffs.
Nebraska
 US 385 à Sidney. Les routes forment un multiplex jusqu'à Chappell.
 US 138 au nord de Big Springs
 US 26 au sud-ouest d'Ogallala. Les routes forment un multiplex jusqu'à Ogallala.
 US 83 à North Platte
 US 283 à Lexington
 US 281 à Grand Island
 US 81 au sud de Columbus. Les routes forment un multiplex jusqu'à Columbus.
 US 77 / US 275 au nord de Fremont. La US 30 / US 275 forment un multiplex jusqu'au nord-est de Fremont.
 US 75 à Blair. Les routes forment un multiplex dans la ville.
Iowa
 I-29 à Missouri Valley
 US 59 à Denison. Les routes forment un multiplex dans la ville.
 US 71 à Carroll
 US 169 aux limites entre les townships d'Amaqua et de Beaver. Les routes forment un multiplex jusqu'à Ogden.
 US 69 à Ames
 I-35 au sud-est d'Ames
 US 65 à Colo
 US 63 à Toledo
 US 218 à Fremont Township. Les routes forment un multiplex jusqu'à Cedar Rapids.
 US 151 à Cedar Rapids. Les routes forment un multiplex jusqu'à Bertram Township.
 I-380 à Cedar Rapids
 US 61 à DeWitt. Les routes forment un multiplex jusqu'au sud-ouest de DeWitt.
 US 67 à Clinton. Les routes forment un multiplex dans la ville.
Illinois
 I-88 au sud-est de Rock Falls
 US 52 au nord d'Amboy
 I-39 / US 51 au sud-ouest de Lee
 US 34 à Oswego. Les routes forment un multiplex jusqu'à Montgomery.
 I-55 à Joliet
 US 6 à Joliet. Les routes forment un multiplex dans la ville.
 I-80 à New Lenox
 US 45 à Frankfort
 I-57 à Matteson
Indiana
 US 41 à Schererville
 I-65 à Merrillville
 US 421 à Wanatah
 US 35 à Davis Township
 US 31 à l'est de Plymouth
 US 33 à Fort Wayne. Les routes forment un multiplex dans la ville.
 I-69 à Fort Wayne. Les routes forment un multiplex dans la ville.
 US 27 à Fort Wayne
 I-469 au nord-est de Fort Wayne. Les routes forment un multiplex jusqu'à New Haven.
 US 24 au nord-est de New Haven. Les routes forment un multiplex jusqu'à New Haven.
Ohio
 US 224 à Pleasant Township. Les routes forment un multiplex jusqu'à Van Wert.
 US 127 au nord de Van Wert
 US 68 à Madison Township
 US 23 à Salem Township. Les routes forment un multiplex jusqu'à Crane Township.
 US 42 à Madison Township
 I-71 à Mifflin Township
 US 250 à Plain Township. Les routes forment un multiplex jusqu'à Wooster Township.
 US 62 à Massillon. Les routes forment un multiplex jusqu'à Canton.
 I-77 à Canton
Virginie-Occidentale
 WV 2 à Chester
Pennsylvanie
 US 22 à North Fayette Township. Les routes forment un multiplex jusqu'à Wilkinsburg.
 I-376 à Robinson Township. Les routes forment un multiplex jusqu'à Wilkinsburg.
 I-79 au sud-ouest de Pennsbury Village
 US 19 à Pittsburgh. Les routes forment un multiplex sur environ 1 mile (1,6 km).
 I-279 à Pittsburgh
 I-76 à North Huntingdon Township (Pennsylvania Turnpike)
 US 119 à Southwest Greensburg
 US 219 à Jenner Township
 Future I-99 / US 220 à Bedford Township
 I-70 à Breezewood. Les routes forment un multiplex dans la ville.
 US 522 à Todd Township
 US 11 à Chambersburg
 I-81 à Chambersburg
 US 15 à Straban Township
 I-83 à Manchester Township
 US 222 à Manheim Township. Les routes forment un multiplex dans le township.
 US 322 à Caln Township
 US 202 à West Whiteland Township
 I-476 à Radnor Township
 US 1 aux limites entre Lower Merion Township et Philadelphie
 I-76 à Philadelphie. Les routes forment un multiplex dans la ville.
 I-676 à Philadelphie. Les routes forment un multiplex jusqu'à Camden, New Jersey.
 I-95 à Philadelphie
New Jersey
 US 130 à Pennsauken Township. Les routes forment un multiplex jusqu'à Collingswood.
 I-295 à Barrington
 US 206 à Hammonton
 US 9 à Absecon
Virginia Avenue / Absecon Boulevard / Adriatic Avenue à Atlantic City

## Routes auxiliaires
- US 130, route sud-nord située entièrement au New Jersey. Elle relie Pennsville Township, près du Delaware, à Brunswick Township.
- US 730, route ouest-est en Oregon et dans l'État de Washington. Elle relie Boardman, Oregon à Wallula, Washington.